# Het bestemde schip
Het Bestemde Schip (Ship of Destiny) is het derde boek in de trilogie De boeken van de Levende Schepen en is geschreven door Margaret Lindholm onder haar pseudoniem Robin Hobb. Het boek kwam in 1999 in het Engels uit en werd in 2000 door Peter Cuijpers naar het Nederlands vertaald.